# Wiktor Dschonowitsch Keiru
Wiktor Dschonowitsch Keiru (russisch Виктор Джонович Кейру; * 31. Januar 1984 in Rostow am Don, RSFSR) ist ein russischer Basketballspieler. Keiru spielte sich 2008 in den Olympiakader der russischen Nationalmannschaft und war anschließend zwei Spielzeiten für den dominierenden russischen Basketballklub ZSKA Moskau aktiv. Nach weiteren Stationen bei russischen Vereinen soll er 2013 beim russischen EuroChallenge-Sieger Krasnye Krylja Samara auf das Spielfeld zurückkehren.

## Karriere
Keiru wurde bis 2003 in den Reserve- und Juniorenmannschaften von UNICS aus Kasan aufgebaut. In der Saison 2003/04 bekam der 19-jährige Keiru erste Einsätze in der ersten Mannschaft des amtierenden Pokalsiegers in der höchsten russischen Spielklasse Superleague Russland. Im Januar 2004 wurde an den nach seinem Sponsor Evraz-Gruppe betitelten Verein aus Jekaterinburg ausgeliehen, die die Saison jedoch abgeschlagen mit nur zwei Siegen als Tabellenletzter beendeten. Für die Saison 2004/05 kehrte er nach der Teilnahme an der U20-Europameisterschaft zu UNICS zurück, die 2004 Titelgewinner waren in der FIBA Europe League, in der Keiru in knapp der Hälfte der Spiele eingesetzt wurde vor seinem Wechsel. 2005 wurde man Dritter der russischen Meisterschaft und Vizepokalsieger.
2005 wechselte Keiru nach Sankt Petersburg zu Dynamo. Der erst 2004 gegründete Verein hatte in seiner ersten Spielzeit den Platz von Arsenal aus Tula eingenommen und war direkt als Nachfolger von UNICS Sieger der FIBA Europe League 2005 geworden. In der Spielzeit 2005/06 erreichte man erneut das Final-Four-Turnier in diesem Wettbewerb, der nun FIBA EuroCup hieß, verlor aber das Halbfinale gegen den nationalen Konkurrenten BK Chimki und anschließend auch das kleine Finale gegen den ukrainischen Gastgeber BK Kiew. Auch die Play-off-Halbfinalserie der russischen Meisterschaft verlor man als Hauptrundenzweiter knapp gegen den sechstplatzierten BK Chimki und belegte anschließend den dritten Platz. Nach Ende der Spielzeit ging dem jungen Verein das Geld aus und die Mannschaft aufgelöst. Keiru wechselte an die Pazifikküste zu Spartak Primorje, der in der Hauptstadt Wladiwostok der Region Primorje beheimatet ist. Beim Aufsteiger der Vorsaison konnte sich Keiru unter anderem zusammen mit dem erfahrenen Aufbauspieler Derrick Phelps erstmals für die Play-offs um die Meisterschaft qualifizieren, in denen man in der ersten Runde gegen Keirus ehemaligen Verein UNICS ausschied. In der Saison 2007/08 kehrte er dann zu UNICS zurück und wurde in der russischen Meisterschaft am Ende Dritter. Beim ULEB Cup 2007/08 erreichte man das Elite-Eight-Finalturnier. Seine Leistungen brachten ihm eine Nominierung in den Nationalmannschaftskader ein und er nahm mit der Nationalmannschaft bei den Olympischen Spielen 2008 teil. Der amtierende Europameister enttäuschte dort aber und schied nach nur einem Vorrundensieg in fünf Spielen vorzeitig aus.
Keiru hatte sich nicht nur für die Nationalmannschaft empfohlen, auch der dominierende russische Basketballverein und amtierender EuroLeague-Titelträger PBK ZSKA Moskau nahm Keiru 2008 in seinen Kader auf. Im erstklassig besetzten Kader von ZSKA konnte sich Keiru jedoch in den folgenden beiden Spielzeiten auch wegen Verletzungen nicht durchsetzen und blieb nur Ergänzungsspieler. Mit ZSKA erreichte er zweimal das Final Four im höchsten europäischen Vereinswettbewerb EuroLeague, wo man 2009 als Titelverteidiger das Finale gegen Panathinaikos Athen verlor und 2010 Dritter wurde. In der russischen Meisterschaft konnte man jeweils erfolgreich seinen Titel verteidigen und gewann zudem 2010 den russischen Pokal und die neu eingerichtete osteuropäische VTB United League. In der Saison 2010/11 spielte er für den Lokalrivalen MBK Dynamo. Neben sportlichem Misserfolg als Tabellenvorletzter am Saisonende in der Professionalnaja Basketbolnaja Liga, die neu eingerichtet worden war als höchste russische Spielklasse, musste Dynamo auch mit finanziellen Problemen kämpfen, die am Saisonende der Grund für den Ausschluss von Dynamo aus der höchsten Spielklasse. Wie 2006 wechselte Keiru daher 2011 von Dynamo zu Spartak, diesmal jedoch nicht aus Wladiwostok, sondern zum amtierenden russischen Pokalsieger BK Spartak aus Sankt Petersburg. Wegen Verletzung wurde sein Vertrag im Sommer 2012 nicht verlängert.